# ᵅ
Cette page contient des caractères spéciaux ou non latins. S’ils s’affichent mal (▯, ?, etc.), consultez la page d’aide Unicode.
ᵅ, appelée alpha en exposant, alpha supérieur ou lettre modificative alpha, est un symbole phonétique utilisé dans l’alphabet phonétique ouralique ou certaines variantes non standard de l’alphabet phonétique international. Il est formé de la lettre ɑ mise en exposant.

## Utilisation
Dans l’alphabet phonétique ouralique utilisé par Eliel Lagercrantz, l’alpha en exposant est utilisé pour représente la même voyelle que l’alpha mais avec une prononciation réduite, par exemple comme le schwa.
Dans certaines variantes de l’alphabet phonétique international non standard, l’alpha en exposant est utilisé pour représenter des diphtongues. En 1968, Thomas Gay recommande d’utiliser le symbole en exposant pour la deuxième partie mineure des diphtongues.

## Représentations informatiques
La lettre modificative alpha peut être représenté avec les caractères Unicode suivants (Extensions phonétiques) :
| formes       | représentations | chaînes de caractères | points de code | descriptions                        | note                            |
| ------------ | --------------- | --------------------- | -------------- | ----------------------------------- | ------------------------------- |
| modificative | ᵅ               | ᵅ                     | U+1D45         | lettre modificative minuscule alpha | codé pour le symbole phonétique |